# Grup socialista (Assemblea nacional francesa)
El Grup Socialista i Afiliats (en francès Groupe socialistes et apparantés; SOC) és el grup parlamentari constituït al voltant del Partit socialista (PS) a l'Assemblea Nacional francesa.

## Composició

### Composició actual
| Circumscripció     | Circumscripció | Nom                       | Partit | Partit |
| ------------------ | -------------- | ------------------------- | ------ | ------ |
| Ardecha            | 1a             | Hervé Saulignac           |        | PS     |
| Baix Rin           | 3a             | Thierry Sother            |        | PS     |
| Boques del Roine   | 11a            | Marc Pena                 |        | PS     |
| Boques del Roine   | 2a             | Laurent Lhardit           |        | PS     |
| Calvados           | 2a             | Arthur Delaporte          |        | PS     |
| Charanta Marítima  | 3a             | Fabrice Barusseau         |        | PS     |
| Corresa            | 1a             | François Hollande         |        | PS     |
| Costa d'Or         | 1a             | Océane Godard             |        | PS     |
| Costa d'Or         | 3a             | Pierre Pribetich          |        | PS     |
| Droma              | 1a             | Paul Christophle          |        | PS     |
| Essonne            | 6a             | Jérôme Guedj              |        | PS     |
| Eure               | 4a             | Philippe Brun             |        | PS     |
| Finisterre         | 6a             | Mélanie Thomin            |        | PS     |
| Gironda            | 4a             | Alain David               |        | PS     |
| Gironda            | 5a             | Pascale Got               |        | PS     |
| Gironda            | 6a             | Marie Récalde             |        | PS     |
| Gironda            | 7a             | Sébastien Saint-Pasteur   |        | PS     |
| Alta Garona        | 10a            | Jacques Oberti            |        | PS     |
| Alta Garona        | 6a             | Arnaud Simion             |        | PS     |
| Alta Garona        | 8a             | Joël Aviragnet            |        | PS     |
| Alta Viena         | 2a             | Stéphane Delautrette      |        | PS     |
| Alts Alps          | 1a             | Marie-José Allemand       |        | PS     |
| Alts Alps          | 2a             | Valérie Rossi             |        | PS     |
| Alts Pirineus      | 2a             | Denis Fégné               |        | PS     |
| Erau               | 3a             | Fanny Dombre-Coste        |        | PS     |
| Ille i Vilaine     | 8a             | Mickaël Bouloux           |        | PS     |
| Ille i Vilaine     | 3a             | Claudia Rouaux            |        | PS     |
| Indre i Loira      | 4a             | Laurent Baumel            |        | PS     |
| Isèra              | 4a             | Marie-Noëlle Battistel    |        | PS     |
| Landes             | 3a             | Boris Vallaud             |        | PS     |
| Loiret             | 1a             | Pierrick Courbon          |        | PS     |
| Loira Atlàntic     | 1a             | Karim Benbrahim           |        | PS     |
| Loira Atlàntic     | 5a             | Fabrice Roussel           |        | PS     |
| Òlt                | 2a             | Christophe Proença        |        | PS     |
| Losera             | 1a             | Sophie Pantel             |        | PS     |
| Manche             | 4a             | Anna Pic                  |        | PS     |
| Martinica          | 3a             | Béatrice Bellay           |        | PS     |
| Mayenne            | 1a             | Guillaume Garot           |        | PS     |
| Meurthe i Mosel·la | 1a             | Estelle Mercier           |        | PS     |
| Meurthe i Mosel·la | 2a             | Stéphane Hablot           |        | PS     |
| Meurthe i Mosel·la | 5a             | Dominique Potier          |        | PS     |
| Nord               | 11a            | Roger Vicot               |        | PS     |
| Nord               | 13a            | Julien Gokel              |        | PS     |
| Orne               | 1a             | Chantal Jourdan           |        | PS     |
| París              | 11a            | Céline Hervieu            |        | PS     |
| París              | 7a             | Emmanuel Grégoire         |        | PS     |
| Puèi Domat         | 2a             | Christine Pirès-Beaune    |        | PS     |
| Pirineus Atlàntics | 4a             | Iñaki Echaniz             |        | PS     |
| Pirineus Atlàntics | 5a             | Colette Capdevielle       |        | PS     |
| Roine              | 4a             | Sandrine Runel            |        | PS     |
| La Reunió          | 1a             | Philippe Naillet          |        | PS     |
| Sarthe             | 2a             | Marietta Karamanli        |        | PS     |
| Sena i Marne       | 11a            | Olivier Faure             |        | PS     |
| Sena i Marne       | 9a             | Céline Thiébault-Martinez |        | PS     |
| Sena Marítim       | 1a             | Florence Herouin-Léautey  |        | PS     |
| Sena Marítim       | 5a             | Gérard Leseul             |        | PS     |
| Sena Saint-Denis   | 8a             | Fatiha Keloua-Hachi       |        | PS     |
| Val-d'Oise         | 2a             | Ayda Hadizadeh            |        | PS     |
| Val-d'Oise         | 7a             | Romain Eskenazi           |        | PS     |
| Vall del Marne     | 9a             | Isabelle Santiago         |        | PS     |
| Yvelines           | 7a             | Aurélien Rousseau         |        | PP     |
| Yvelines           | 9a             | Dieynaba Diop             |        | PS     |
|                    |                |                           |        |        |
| Guadalupe          | 4a             | Elie Califer              |        | FGPS   |
| Guadalupe          | 2a             | Christian Baptiste        |        | PPDG   |
| Martinica          | 1a             | Jiovanny William          |        | Péyi-A |
| Pirineus Atlàntics | 6a             | Peio Dufau                |        | EH Bai |

### Composició històrica
| Any                         | Nom                                                                                                | Membres | Afiliats | Total     | +/- | %       | Pos. |
| --------------------------- | -------------------------------------------------------------------------------------------------- | ------- | -------- | --------- | --- | ------- | ---- |
| Tercera República Francesa  | |         |          |           |     |         |      |
| 1893                        | Unió Socialista                                                                                    | —       | —        | 40 / 574  | —   | 6,97 %  | 4t   |
| 1898                        | Unió Socialista                                                                                    | —       | —        | 37 / 581  | 3   | 6,37 %  | 6è   |
| 1902                        | Socialista Revolucionari                                                                           | —       | —        | 12 / 589  | —   | 2,03 %  | 8è   |
| 1902                        | Socialista Parlamentari                                                                            | —       | —        | 37 / 589  | —   | 6,28 %  | 7è   |
| 1906                        | Socialista Unificat                                                                                | —       | —        | 54 / 592  | 5   | 9,12 %  | 6è   |
| 1910                        | Partit Socialista                                                                                  | —       | —        | 75 / 595  | 21  | 12,60 % | 3r   |
| 1914                        | Partit Socialista                                                                                  | —       | —        | 104 / 602 | 29  | 17,28 % | 2n   |
| 1919                        | Partit Socialista                                                                                  | —       | —        | 68 / 613  | 36  | 11,09 % | 4t   |
| 1924                        | Partit Socialista                                                                                  | —       | —        | 104 / 581 | 36  | 17,90 % | 2n   |
| 1928                        | Partit Socialista                                                                                  | —       | —        | 100 / 604 | 4   | 16,56 % | 3r   |
| 1932                        | Partit Socialista                                                                                  | 131     | 1        | 132 / 607 | 32  | 21,75 % | 2n   |
| 1936                        | Grup Socialista (SOC)                                                                              | 148     | 1        | 149 / 610 | 17  | 24,43 % | 1r   |
| Quarta República Francesa   | |         |          |           |     |         |      |
| 1945                        | Grup Socialista (SOC)                                                                              | 139     | 0        | 139 / 586 | 10  | 23,60 % | 3r   |
| 1946 (juin)                 | Grup Socialista (SOC)                                                                              | 127     | 1        | 128 / 586 | 11  | 21,84 % | 3r   |
| 1946 (nov)                  | Grup Socialista (SOC)                                                                              | 101     | 0        | 101 / 619 | 27  | 16,31 % | 3r   |
| 1951                        | Grup Socialista (SOC)                                                                              | 105     | 2        | 107 / 627 | 6   | 17,07 % | 2n   |
| 1956                        | Grup Socialista (SOC)                                                                              | 94      | 0        | 94 / 607  | 13  | 15,48 % | 3r   |
| Cinquena República Francesa | |         |          |           |     |         |      |
| 1958                        | Grup Socialista (SOC)                                                                              | 43      | 4        | 47 / 576  | 47  | 8,16 %  | 5è   |
| 1962                        | Grup Socialista (SOC)                                                                              | 64      | 2        | 66 / 482  | 19  | 13,70 % | 2n   |
| 1967                        | Grup de la FGDS                                                                                    | 116     | 5        | 121 / 486 | 55  | 24,90 % | 2n   |
| 1968                        | Grup de la FGDS                                                                                    | 57      | 0        | 57 / 487  | 64  | 11,70 % | 3r   |
| 1973                        | Grup del Partit Socialista i dels Radicals d'Esquerra (PSRG)                                       | 100     | 2        | 102 / 490 | 43  | 20,82 % | 2n   |
| 1978                        | Grup Socialista (SOC)                                                                              | 102     | 11       | 113 / 491 | 11  | 23 %    | 3r   |
| 1981                        | Grup Socialista (SOC)                                                                              | 265     | 20       | 285 / 491 | 172 | 58 %    | 1r   |
| 1986                        | Grup Socialista (SOC)                                                                              | 196     | 16       | 212 / 577 | 73  | 37,75 % | 1r   |
| 1988                        | Grup Socialista (SOC)                                                                              | 258     | 17       | 275 / 575 | 63  | 47,83 % | 1r   |
| 1993                        | Grup Socialista (SOC)                                                                              | 52      | 5        | 57 / 577  | 218 | 9,88 %  | 3r   |
| 1997                        | Grup Socialista (SOC)                                                                              | 242     | 8        | 250 / 577 | 193 | 43,33 % | 1r   |
| 2002                        | Grup Socialista (SOC)                                                                              | 140     | 1        | 141 / 577 | 109 | 24,44 % | 2n   |
| 2007                        | Socialista, Radical, Ciutadà i d'Esquerra diversa (SRC)                                            | 189     | 15       | 204 / 577 | 63  | 35,35 % | 2n   |
| 2012                        | Socialista, Republicà i Ciutadà (SRC) (2012-16) Socialista, Ecologista i Republicà (SER) (2016-17) | 279     | 16       | 295 / 577 | 91  | 51,13 % | 1r   |
| 2017                        | Grup Nova Esquerra (NG) (2017-23) Grup Socialistes i afiliats (2023-24)                            | 28      | 3        | 31 / 577  | 264 | 5,37 %  | 4t   |
| 2022                        | Grup Socialistes i afiliats (SOC) - NUPES (2022-23) Grup Socialistes i afiliats (SOC) (2023-24)    | 27      | 4        | 31 / 577  | =   | 5,37 %  | 6è   |
| 2024                        | Grup Socialistes i afiliats (SOC)                                                                  | 62      | 4        | 66 / 577  | 35  | 11,44 % | 4t   |

## Presidents
| Imatge | Nom               | Inici mandat           | Final de mandat        | Notes  |
| ------ | ----------------- | ---------------------- | ---------------------- | ------ |
|        | Francis Leenhardt | 9 de desembre de 1958  | 9 d'octubre de 1962    | [ 1 ]  |
|        | Gaston Defferre   | 7 de desembre de 1962  | 22 de maig de 1981     | [ 2 ]  |
|        | Pierre Joxe       | 30 de juny de 1981     | 19 de juliol de 1984   | [ 3 ]  |
|        | André Billardon   | 24 de juliol de 1984   | 27 de març de 1986     | [ 4 ]  |
|        | Pierre Joxe       | 27 de març de 1986     | 14 de maig de 1988     | [ 5 ]  |
|        | Louis Mermaz      | 21 de juny de 1988     | 2 d'octubre de 1990    | [ 6 ]  |
|        | Jean Auroux       | 10 d'octubre de 1990   | 1 d'abril de 1993      | [ 7 ]  |
|        | Martin Malvy      | 1 d'abril de 1993      | 1 d'octubre de 1995    | [ 8 ]  |
|        | Laurent Fabius    | 3 d'octubre de 1995    | 21 d'abril de 1997     | [ 9 ]  |
|        | Jean-Marc Ayrault | 5 de juny de 1997      | 15 de maig de 2012     | [ 10 ] |
|        | Bruno Le Roux     | 21 de juny de 2012     | 6 de desembre de 2016  | [ 11 ] |
|        | Seybah Dagoma     | 6 de desembre de 2016  | 12 de desembre de 2016 | [ 12 ] |
|        | Olivier Faure     | 13 de desembre de 2016 | 11 d'abril de 2018     | [ 12 ] |
|        | Valérie Rabault   | 11 d'abril de 2018     | 28 de juny de 2022     | [ 13 ] |
|        | Boris Vallaud     | 28 de juny de 2022     | Present                | [ 13 ] |